# Bojan Miovski
Bojan Miovski (mazedonisch Бојан Миовски; * 24. Juni 1999 in Štip) ist ein nordmazedonischer Fußballspieler, der beim FC Girona in der Primera División unter Vertrag. Er ist zudem seit dem Jahr 2021 Nationalspieler von Nordmazedonien.

## Karriere

### Verein
Bojan Miovski begann seine Profikarriere im Alter von 18 Jahren mit seinem Debüt in der ersten Mazedonischen Fußballliga für den FK Bregalnica Štip im Jahr 2017. Kurz zuvor war er von einer Leihe in die U17-Mannschaft von Qarabağ Ağdam aus Aserbaidschan zurückgekehrt. Nach sieben Einsätzen und zwei Toren, wechselte Miovski im Juli 2017 innerhalb von Nordmazedonien zum Erstligisten Rabotnički Skopje aus der Landeshauptstadt. Nach nur zwei Ligaspielen in der Saison 2017/18 für den Verein, wechselte der Stürmer weiter zum Aufsteiger Makedonija Skopje. Bis zum Jahresende 2018 traf er in 5 Ligaspielen einmal. Im Januar 2019 unterschrieb Miovski einen Vertrag beim KF Renova. Nachdem er in der Rückserie der Spielzeit 2018/19 für Renova in 7 Spielen drei Tore erzielt hatte, war er in der Saison darauf in 18 Ligaspielen zweimal erfolgreich.
Im Juli 2020 vollzog er seinen ersten Transfer ins Ausland, indem er beim ungarischen Verein MTK Budapest FC unterschrieb. Sein Debüt gab er erst zwei Monate nach seiner Verpflichtung für den neuen Verein, als er gegen Zalaegerszegi in der Nemzeti Bajnokság für Dániel Gera eingewechselt wurde. In der Mannschaft des deutschen Trainers Michael Boris wurde er schnell Stammspieler. In seiner ersten Saison in Ungarn traf er in 26 Spielen siebenmal und war damit nach Szabolcs Schön und Roland Varga die beide neunmal trafen drittbester Torschütze der Mannschaft aus dem Budapester Bezirk Josefstadt. Die Saison 2021/22 endete mit dem Abstieg aus der ersten Liga als Tabellenvorletzter mit der schlechtesten Offensive (28 Tore) aller zwölf Vereine. Miovski war dabei mit 8 Toren in 30 Spielen der erfolgreichste Torschütze des Teams.
Nach dem Abstieg wechselte der 22-Jährige im Juni 2022 für eine Ablösesumme von 600.000 Pfund und einem Vierjahresvertrag nach Schottland zum Erstligisten FC Aberdeen. Zuvor war sein ehemaliger Teamkollege aus Budapest Ylber Ramadani ebenfalls nach Aberdeen gewechselt. Am 24. Juli 2022 gab Miovski sein Debüt für die „Dons“ und erzielte ein Tor gegen die Raith Rovers bei einem 3:0-Sieg im Ligapokal. Nachdem er im ersten Ligaspiel gegen Celtic Glasgow ohne Tor geblieben war, traf er am 8. August beim 4:1-Sieg in der Scottish Premiership gegen den FC St. Mirren zweifach. Dies gelang ihm Ende August nochmals, als er beim 5:0-Kantersieg gegen Livingston doppelt traf. Im Oktober und November 2022 gelangen ihm gegen Kilmarnock und Hibernian erneut zwei Tore in einem Spiel. Auch im Februar 2023 traf er gegen Motherwell doppelt. In seiner ersten Saison in Schottland traf Miovski in 37 Ligaspielen insgesamt 16 Mal, womit er Viertbester Torjäger der Liga war. In der Saison 2023/24 wiederholte Miovski dieselbe Torausbeute.
Im August 2024 unterzeichnete Miovski einen Vierjahresvertrag beim spanischen Erstligisten FC Girona, nachdem Aberdeen eine Rekordablöse erhalten hatte.

### Nationalmannschaft
Bojan Miovski spielte zunächst in der U19- und U21-Nationalmannschaft von Nordmazedonien. Sein Debüt für die nordmazedonische A-Nationalmannschaft gab er am 8. Oktober 2021 in einem WM-Qualifikationsspiel gegen Liechtenstein. In seinem zehnten Länderspiel gelang ihm sein erstes Tor, als er beim 4:0-Sieg gegen Gibraltar traf.